# Aleurocanthus vindhyachali
Aleurocanthus vindhyachali là một loài côn trùng cánh nửa trong họ Aleyrodidae, phân họ Aleyrodinae.
Aleurocanthus vindhyachali được Dubey & Sundararaj miêu tả khoa học đầu tiên năm 2004.